# اوتر (آلمان)
اوتر (به آلمانی: Otter) یک شهر در آلمان است که در Tostedt واقع شده‌است. اوتر ۱٬۵۲۳ نفر جمعیت دارد.